# سونيل كومار أهوجا
سونيل كومار أهوجا (بالإنجليزية: Sunil Kumar Ahuja)‏ هو عالم وباحث هندي وأمريكي، ولد في 13 مارس 1961.